# 이스라엘 국립 식물원

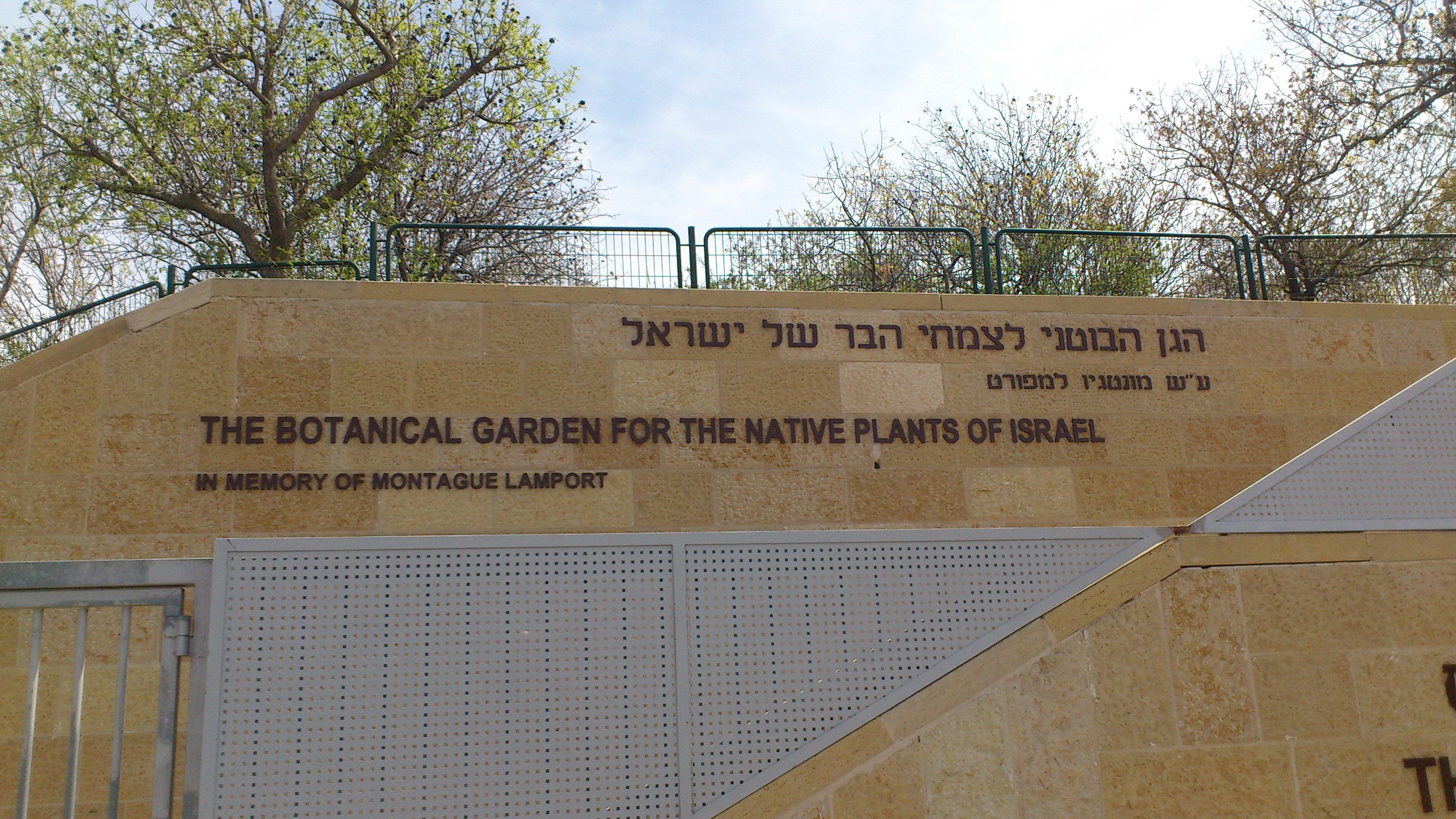
입구

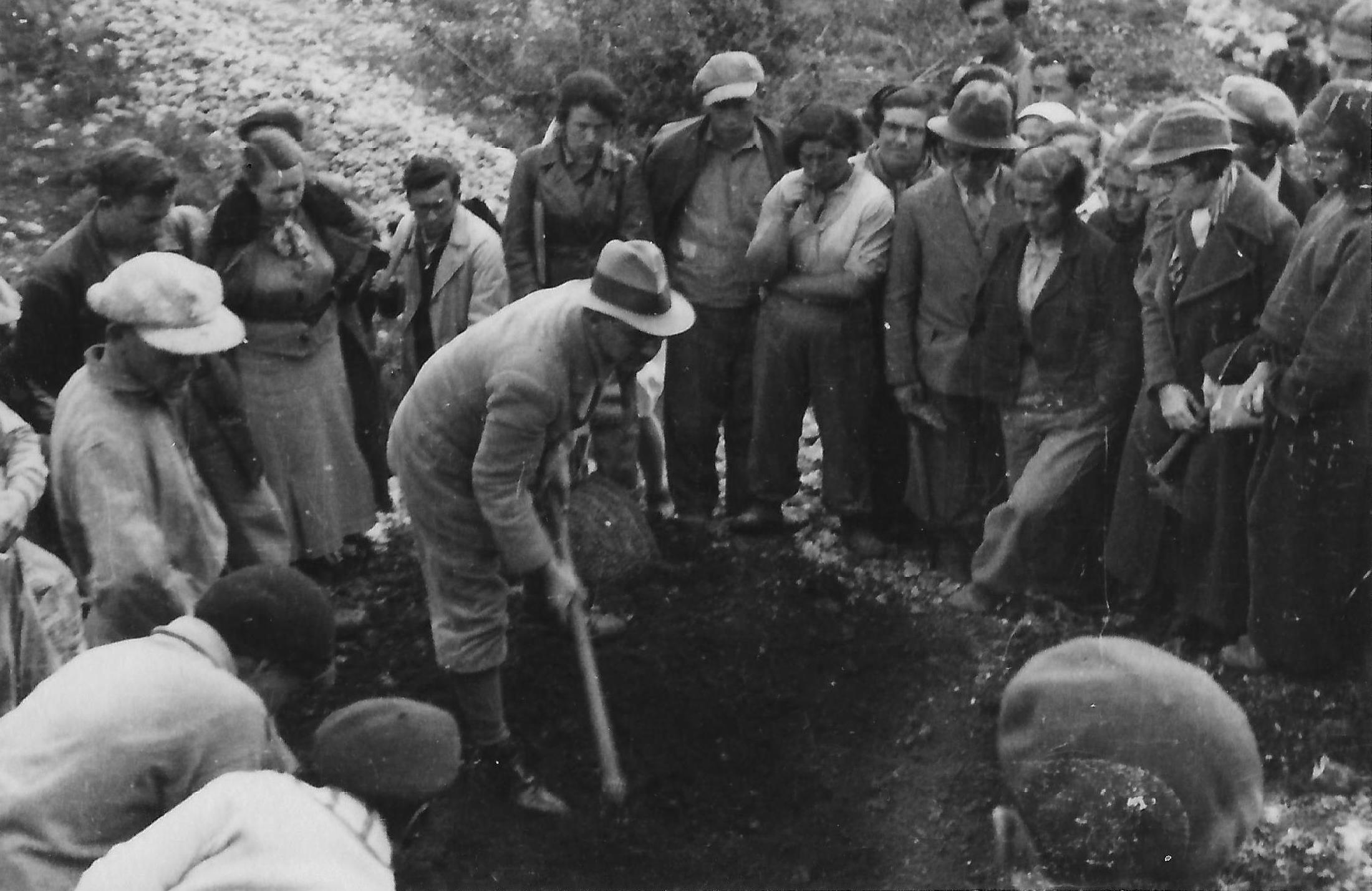
식물 학자 알렉산더 에이그 설립 정원 - 1931

이스라엘 국립 식물원(The Botanical Garden for the Native Plants of Israel in memory of Montague Lamport, 히브리어: הגן הבוטני לצמחי ארץ ישראל ע"ש מונטג'יו למפורט)은 이스라엘 스코푸스 산과 예루살렘 대학교 내에 위치한 국립 식물원이다. 예루살렘 대학교가 관리 및 운영하고 있다.